# Giuseppe Antonio Ermenegildo Prisco
Giuseppe Antonio Ermenegildo Prisco (Boscotrecase, 8 settembre 1833 – Napoli, 4 febbraio 1923) è stato un cardinale italiano.

## Biografia
Il cardinale Giuseppe Antonio Ermenegildo Prisco nacque alle falde del Vesuvio, a Boscotrecase, alla Via Annunziatella, l'8 settembre 1833, da Ludovico Prisco e Colomba Federico.
Compie gli studi nel seminario di Napoli sotto la guida del canonico Gaetano Sanseverino, colui che diede il primo e più forte impulso al neotomismo moderno e da lui ricevette un orientamento sicuro e il dono di una formazione culturale ed erudita. Nelle opere del Prisco vi è una traccia notevole di quel magistero e una riconoscenza profonda per tanto maestro. E davvero il Sanseverino passò al discepolo una fiaccola che nelle mani del Prisco diffuse poi una luce più intensa e più grande. Viene ordinato sacerdote nel 1856.
Nel 1860 rinunziò alla cattedra dell'Università di Napoli, per non aver voluto prestare il giuramento che avrebbe vincolato il suo spirito libero e amante della verità. Sono di questo periodo le sue opere principali che fanno di lui il vigile nocchiero della filosofia moderna.
Secondo una nobilissima tradizione, cui aderirono nel XIX secolo ingegni altissimi, come Luigi Settembrini e Francesco de Sanctis o eruditi di lena e di intemerata coscienza, come Basilio Puoti, raccolse intorno a sé giovani, destinati, a grandi cose, che avviò sul sentiero della scienza, come, per esempio, Benedetto Croce. Questa sua specie di scuola universitaria privata, dove le dottrine e i sistemi erano vissuti come quelli che rappresentavano gli interessi più impellenti del nostro spirito, questa scuola libera, di fronte a quella asservita alle demagogie democratico-liberali, religiosa e spirituale, di fronte a quella laica ed enciclopedica, rappresenta l'anticipazione della scuola moderna quale oggi si delinea, come fatto e come esigenza, nelle libere università cattoliche e che sarà senza dubbio, il tipo di scuola destinato a trionfare nell'avvenire. La vita del Prisco è perciò l'attuazione concreta della sua dottrina.
Nel 1866 fu nominato canonico della metropolitana. Dieci anni dopo il sacerdote Prisco, poco noto nel suo paese, nel 1896 è nominato cardinale diacono di San Cesareo in Palatio, da papa Leone XIII, solo dopo che la sua fama di filosofo si era estesa oltre i confini dell'Italia e dopo che lo stesso papa ha udito, da pellegrini stranieri, in quale straordinaria considerazione è tenuto il Prisco in Germania giacché le sue opere sono largamente tradotte e adottate nelle scuole di quel paese. Deve ritenersi come certo che l'alta dignità a cui Leone XIII innalzò il dotto canonico di Boscotrecase sia stata causata dalla fama di profondo studioso a cui il Prisco era pervenuto in tutta Europa.
Era un grande filosofo, conosciuto in Europa, e studiato specialmente in Germania, ma non a Napoli, dove era abate e semplice docente di filosofia.
Certamente non si sarebbe comportato così Leone XIII che, avendo sentito parlare di un certo abate Prisco di Napoli durante un'udienza concessa ai vescovi tedeschi (sic!), si informò e nominò, il 30 novembre 1896, l'abate napoletano Giuseppe Prisco, cardinale diacono di Santa Romana Chiesa e poi cardinale prete. Nel concistoro del 24 marzo 1898, desiderando il titolo di San Sisto, se l'ebbe e fu nominato arcivescovo di Napoli, essendo deceduto l'arcivescovo Vincenzo Maria Sarnelli il 2 gennaio 1898.
Il predecessore del Sarnelli, Guglielmo Sanfelice d'Acquavella (1834-1897) va, invece, ricordato, perché è quello che aveva l'abitudine di non ricevere l'abate Giuseppe Prisco in udienza. Quando poi divenne cardinale, l'arcivescovo Sarnelli lo ricevette e gli si inginocchiò ai piedi per chiederne la benedizione
Nel 1906 si recarono a Lourdes per invocare la Vergine i pellegrini provenienti da ogni parte della città di Napoli e dalle province, guidati dal Prisco. La grotta divenne in breve, centro di devozione mariana e ascoltare la Parola di Dio e chiedere grazie. Papa Pio X concesse che il Prisco incoronasse, con una corona d'oro, la miracolosa statua collocata nel tempietto.
Il suo governo, preceduto da grandi arcivescovi per zelo apostolico, il cardinale Sisto Riario Sforza, il cardinale Sanfelice e monsignor Sarnelli, fu esemplare, lungo e intenso per attività instancabile.
Appartenne anche alla Sacra Congregazione dei Riti.
Diede impulso vigoroso a numerose iniziative e opere sociali. Fu tra i primi collaboratori della rivista di Scienze e Lettere e fondò l'Accademia omonima, oggi Accademia di San Pietro in Vinculis. Riorganizzò la biblioteca arcivescovile e fondò l'Accademia di Sacra Eloquenza, perché i sacerdoti conoscessero la parola di Dio, prima di predicarla. Diede incremento alle associazioni operaie, dimostrandosi in questo moderno, perché comprese che l'educazione delle classi umili è altrettanto importante quanto quella delle classi privilegiate, anzi è tutta una sola educazione. Per dare un fondamento ed un orientamento sicuro ai problemi sociali promosse la Settimana Sociale nel 1912.
La Chiesa ebbe in lui un valido restauratore oltre morale, anche architettonico. Infatti costituì undici parrocchie nuove, inaugurò la facciata del duomo di Napoli e la Croce sulle falde vesuviane.
Tutte le persone sopra ricordate hanno ampiamente dimostrato, consapevolmente o inconsapevolmente, di essere soggetti alle umane contingenze, incapaci di assumere decisioni ponderate e responsabili, e hanno disatteso, tra l'altro, il monito del salmista: Dilexisti justitiam, et odisti iniquitatem, a cui dovrebbero sempre uniformarsi i discepoli del Cristo.
Intervenne come consolatore e soccorritore nelle sventure patrie e cittadine, nel terremoto calabro-siculo, nell'incendio del Monte di Pietà, offrì ospitalità agli scampati dell'eruzione Vesuviana (1906), intervenne nel colera del 1910 e fu largo di aiuto al popolo durante l'immane conflitto europeo.
Si spense a 90 anni il 4 febbraio 1923 povero, e fu sepolto nel transetto sinistro del duomo di Napoli, vicino alle spoglie di san Gennaro.

## Genealogia episcopale e successione apostolica
La genealogia episcopale è:
- Cardinale Scipione Rebiba
- Cardinale Giulio Antonio Santori
- Cardinale Girolamo Bernerio, O.P.
- Arcivescovo Galeazzo Sanvitale
- Cardinale Ludovico Ludovisi
- Cardinale Luigi Caetani
- Cardinale Ulderico Carpegna
- Cardinale Paluzzo Paluzzi Altieri degli Albertoni
- Papa Benedetto XIII
- Papa Benedetto XIV
- Papa Clemente XIII
- Cardinale Marcantonio Colonna
- Cardinale Giacinto Sigismondo Gerdil, B.
- Cardinale Giulio Maria della Somaglia
- Cardinale Luigi Emmanuele Nicolo Lambruschini, B.
- Papa Leone XIII
- Cardinale Giuseppe Antonio Ermenegildo Prisco

La successione apostolica è:
- Vescovo Gaetano Müller (1898)
- Vescovo Pasquale de Siena (1898)
- Vescovo Giuseppe Cigliano (1898)